# Vicky Luengo
Victoria "Vicky" Luengo (Palma di Maiorca, 7 aprile 1990) è un'attrice spagnola.

## Filmografia parziale

### Cinema
- Wax, regia di Víctor Matellano (2014)
- Born, regia di Claudio Zulian (2014)
- Barcelona, nit d'hivern, regia di Dani de la Orden (2015)
- Le leggi della termodinamica (Las leyes de la termodinámica), regia di Mateo Gil (2018)
- I'm Being Me, registi vari (2020)
- El sustituto, regia di Óscar Aibar (2021)
- Chavalas, regia di Carol Rodríguez Colás (2021)
- Suro, regia di Mikel Gurrea (2022)
- La stanza accanto (The Room Next Door), regia di Pedro Almodóvar (2024)

### Televisione
- Rumors - film TV (2007)
- La pecera de Eva - serie TV, 36 episodi (2010)
- La Trinca: biografia no autoritzada - film TV (2011)
- Carmen - film TV (2011)
- Homicidios - serie TV, 13 episodi (2011)
- La Riera - serie TV, 43 episodi (2012-2017)
- Secretos de Estado - serie TV, 13 episodi (2019)
- Madri - Una vita d'amore (Madres. Amor y vida) - serie TV, 12 episodi (2020)
- Antidisturbios: Unità Antisommossa (Antidisturbios) - serie TV, 6 episodi (2020)
- Regina rossa (Reina Roja) - serie TV, 7 episodi (2024)

## Premi
- Fotogramas de Plata
  - 2021: "Mejor Actriz de TV" (Antidisturbios)
- Premi Gaudí
  - 2023: "Millor Protagonista Femenina" (Suro)
- Premi Ondas
  - 2021: "Nacionales de televisión: Mejor actriz" (Antidisturbios)
- New York City International Film Festival
  - 2015: "Best Actress" (Born)